# Zasady
Zasady – jedna z podstawowych obok kwasów i soli grup związków chemicznych, które z kwasami tworzą sole a, w roztworze wodnym wodorotlenki. 
W świetle klasycznej teorii kwasów i zasad posiada cechy przypisane zasadom, czyli jest zdolna do neutralizowania kwasów, wypierania słabszych zasad z ich związków oraz wywoływania charakterystycznej zmiany barwy wskaźników chemicznych, np. barwi lakmus na niebiesko. Wodne roztwory silnych zasad nieorganicznych są nazywane ługami (np. ług sodowy). 

## Zasada Arrheniusa
Według klasycznej, jonowej teorii Arrheniusa, zasada to związek chemiczny, który po wprowadzeniu do roztworu wodnego, na skutek dysocjacji z wydzieleniem anionów wodorotlenowych, zwiększa stężenie jonów OH−
 i zmniejsza stężenie jonów oksoniowych H
3O+
 (zwiększa pH roztworu). Zasadą w rozszerzonej teorii Arrheniusa jest też amoniak, mimo że nie zawiera w swoich cząsteczkach jonów wodorotlenowych. Wiąże on jednak atom wodoru z wody wiązaniem koordynacyjnym wolną parą elektronową atomu azotu, co prowadzi do wzrostu stężenia jonów OH−
:
NH
3 + H
2O → NH+
4 + OH−

## Zasada Brønsteda-Lowry’ego
Zasada według definicji Brønsteda-Lowry’ego to każdy związek chemiczny, który w warunkach danej reakcji jest akceptorem (czyli inaczej przyjmującym) kationu wodorowego (H+
), czyli protonu.
Z drugiej strony kwas to każdy związek, który może być donorem, czyli inaczej dostarczycielem protonu (kationu wodorowego). Np. w reakcji:
HA + B → A−
 + HB+

związek HA jest kwasem, a związek B – zasadą.
Związki chemiczne (z wyjątkiem niektórych bardzo mocnych zasad i kwasów) mogą w zależności od warunków pełnić rolę kwasu lub zasady – związki takie nazywa się związkami amfiprotycznymi.

## Zasada Lewisa
Inną, bardziej ogólną definicję zasady podał Lewis: Zasada to związek, który jest donorem (dostarczycielem) w warunkach danej reakcji pary elektronowej (więc kwas jest akceptorem pary elektronowej).
W przypadku zasad definicja ta jest praktycznie jednoznaczna z definicją klasyczną, gdyż przyjęcie jonu wodorowego wiąże się z utworzeniem wiązania z atomem wodoru, przy czym oba elektrony tworzące to wiązanie muszą być dostarczone przez zasadę. Każda zasada będąca nią według definicji klasycznej musi być więc też zasadą według definicji Lewisa i vice versa.
Nie jest tak jednak w przypadku kwasów, gdyż definicja Lewisa obejmuje też związki, które zachowują się jak kwasy, bo mają silny deficyt elektronów, mimo że w ogóle nie posiadają w swojej strukturze atomu wodoru (np. chlorek glinu(III) AlCl
3).
Jeszcze bardziej ogólnym od kwasów i zasad Lewisa podziałem związków chemicznych pod kątem nadmiaru lub deficytu elektronów są pojęcia: elektrofil i nukleofil.